# Augenblick Polen
Augenblick Polen ist ein deutscher Dokumentarfilm über die Zeit besonderer Spannungen in Polen 1988. Für die NDR Redaktion Nahaufnahme, Luc Jochimsen haben die Regisseure Hans-Peter Clahsen und Michael F. Huse die Gastspielreise des Theater an der Ruhr filmisch begleitet.

## Handlung
Als Auftakt einer dreijährigen Zusammenarbeit mit polnischen Theater- und Filmschaffenden bereiste das Theater Polen. Ausgewählt hatte Roberto Ciulli seine Inszenierung  von Georg Büchners Dantons Tod. In Polen, dessen Zustände Adam Michnik kurz zuvor mit denen Frankreichs vor 1789 verglich, musste das Revolutionsdrama vom Terror persönlichen Machtstrebens und von der resignativen Hingabe an den Gang der Geschichte einen empfindlichen Nerv treffen. 
Stellung hierzu nehmen der prominente Sprecher der Solidarität, Zbigniew Bujak und der Filmregisseur Krzysztof Kieślowski: „… das ist sehr traurig, daß wir einen fortwährenden Verfall von Werten haben. Gibt es überhaupt noch etwas, was gut ist? Daß unsere Ideologie falsch ist, wissen wir alle. Aber was ist einfacher zu suchen: neue Ideen oder Schuhe? Schuhe! Also suchen die Menschen erst einmal nach Schuhen.“
Aber auch unbekannte Bürger, Nonnen und Jugendliche kommen zu Wort. Der sogenannte Runde Tisch war im Gespräch, verblasste aber bald zum doppeldeutigen Begriff vom „leeren Tisch“.
Den Regisseuren Hans Peter Clahsen und Michael F. Huse gelang neben einem anspruchsvollen Kulturfilm auf den Spuren der Gastspielreise eines westlichen Theaters vor allem die melancholische Beschreibung vom dauernden Kampf um ein bisschen Menschenwürde in Polen 1988.